# Bernardino di Mariotto
Bernardino di Mariotto ou Bernardino di Mariotto dello Stagno (Pérouse, v. 1475 - v. 1566) est un peintre italien de la fin du XVe  et du début du  XVIe siècle.

## Biographie
Bernardino di Mariotto, bien que né en Ombrie, a vécu de 1502 à 1521 à San Severino Marche, où il a continué l'école de peinture de Lorenzo (1374 - v. 1418) et Jacopo Salimbeni (v. 1370/1380-après 1426) et de Lorenzo di San Severino le Jeune.
Il travailla aussi à Potenza Picena. En 1521, il retourne à Pérouse où il continue à peindre. 
Sa première œuvre signée « Belardinus de Perugia pinxit » se trouve à  Bastia (Fabriano). Il s'agit d'un grand retable Vierge assise avec Enfant debout sur les genoux et deux anges.
Son style a été comparé à celui du Pérugin et certains auteurs l'assimilent à celui de Carlo Crivelli et Luca Signorelli.
Il a été à tort confondu avec Pinturicchio, malgré la différence de la technique et l'infériorité de son talent. 
Son style est resté constamment archaïque : dureté des ombres, rigidité des contours, linges lisses et fleuris, paysages peu développés.
Les accessoires (frises, grottes, fruits, fleurs) sont peints avec soin. Les cheveux sont peints avec minutie, les nez très laids, les nuages opaques, les vues polychromes. Le dessin est fort et appliqué, les couleurs sombres font un fort usage du noir.
Ses œuvres sont en partie conservées à la Galerie nationale de l'Ombrie, au Musée des beaux-arts de Boston ainsi qu'au Walters Art Museum de Baltimore.

## Œuvres
- Annonciation,
- Résurrection,
- Vierge trônant avec l'Enfant,
- Saint André avec un cavalier saint,
- Ange annonciateur,
- Mariage de la Vierge, panneau de prédelle, huile sur panneau,
- Sainte Marie-Madeleine,
- Vierge à l'Enfant tenant un oiseau entre les saints Jérôme et Sébastien, retable, palazzo Connestabile Della Staffa, Pérouse.
- Christ nu sur calice entre séraphins, collezione Salvatori.
- Vierge assise avec Enfant debout sur les genoux et deux anges, Bastia, Fabriano.
- Baptême du Christ (1507), église dell'Annunziata, Camerino.
- Madonna del Soccorso (1509), gonfalon, Camerino.
- Vierge et Enfant entre chérubins et anges musiciens et saints (1512), église Santa Maria del Mercato, Camerino.
- Deux toiles (attribution), Bastia Umbra,
- Toile à tempera, église Santa Lucia, Foligno.
- Pinacothèque de Pérouse
  - Vierge, Enfant et religieuse (1492), huile sur tablette,
  - Portrait de Gian Paolo Baglioni?, huile sur bois,
  - Sainte Famille entre les saints Roch et Sébastien,
  - Vierge à l'Enfant et saints,
  - Mariage mystique de sainte Catherine,
  - Couronnement de la Vierge.

## Sources
- Voir liens externes